# Synanthedonini
Tribu
Les Synanthedonini sont une tribu de lépidoptères de la famille des Sesiidae et de la sous-famille des Sesiinae. Elle comprend 737 espèces.

## Systématique
Cette tribu a été décrite par l’entomologiste roumain Eugen Vasile Niculescu en 1964. Son genre type est Synanthedon. 

### Synonymie
- Thamnospheciini Králícek & Povolný 1977

## Liste des genres
Selon Dr Franz Pühringer et Dr Axel Kallies :
- Synanthedon Hübner 1819 (233 espèces)
- Ravitria Gorbunov & Arita 2000 (5 espèces)
- Kantipuria Gorbunov & Arita 1999 (2 espèces)
- Kemneriella Bryk 1947 (1 espèce)
- Ichneumenoptera Hampson 1893 (9 espèces)
- Paranthrenella Strand 1916 (8 espèces)
- Anthedonella Gorbunov & Arita 1999 (7 espèces)
- Schimia Gorbunov & Arita 1999 (3 espèces)
- Uncothedon Gorbunov & Arita 1999 (3 espèces)
- Palmia Beutenmüller 1896 (1 espèce)
- Podosesia Möschler 1879 (3 espèces)
- Sannina Walker 1856 (1 espèce)
- Nyctaegeria Le Cerf 1914 (1 espèce)
- Carmenta Edwards 1881 (103 espèces)
- Penstemonia Engelhardt 1946 (5 espèces)
- Camaegeria Strand 1914 (12 espèces)
- Episannina Aurivillius 1905 (7 espèces)
- Malgassesia Le Cerf 1922 (7 espèces)
- Lophoceps Hampson 1919 (5 espèces)
- Tipulamima Holland 1893 (16 espèces)
- Rodolphia Le Cerf 1911 (1 espèce)
- Alcathoe Edwards 1882 (11 espèces)
- Pseudalcathoe Le Cerf 1916 (2 espèces)
- Macrotarsipus Hampson 1893 (4 espèces)
- Grypopalpia Hampson 1919 (1 espèce)
- Hymenoclea Engelhardt 1946 (1 espèce)
- Euryphrissa Butler 1874 (12 espèces)
- Leptaegeria Le Cerf 1916 (6 espèces)
- Aegerina Le Cerf 1917 (6 espèces)
- Chamanthedon auct. (2 espèces)
- Stenosphecia Le Cerf 1917 (1 espèce)
- Bembecia Hübner 1819 (100 espèces)
- Pyropteron Newman 1832 (23 espèces)
- Dipchasphecia Capuse 1973 (18 espèces)
- Chamaesphecia Spuler 1910 (108 espèces)
- Weismanniola Naumann 1971 (1 espèce)
- Ichneumonella Gorbunov & Arita 2005 (2 espèces)
- Crinipus Hampson 1896 (4 espèces)

### Genres rencontrés en Europe
Selon Fauna Europaea (5 févr. 2014) et Zdeněk et Aleš Laštůvka :
- Bembecia Hübner, 1819
- Chamaesphecia Spuler, 1910
- Dipchasphecia Câpuse, 1973
- Pyropteron Newman, 1832
- Synanthedon Hübner, 1819
- Weismanniola Naumann, 1971